# George Armstrong Custer
George Armstrong Custer (5. prosinca 1839. – 25. lipnja 1876.) bio je američki časnik i zapovjednik konjice tijekom američkog građanskog rata i ratova s Indijancima.
Odrastajući u Michiganu i Ohiou, Custer je stupio na vojnu akademiju West Point 1858., gdje je diplomirao kao posljednji u svojoj klasi. Međutim, izbijanjem Američkog građanskog rata pozvan je služiti u vojsci Unije. 
Tijekom građanskog rata stekao je veliku slavu. Sudjelovao je u prvoj bitci kod Bull Runa, a njegovoj karijeri su pomogla poznanstva s nekoliko važnih časnika. Pokazao se kao učinkovit zapovjednik konjice u bitci kod Gettysburga 1863. god. Bio je promaknut u privremeni čin general-bojnika, da bi na kraju rata bio vraćen na svoj čin satnika. Pri završetku kampanje kod Appomattoxa, u kojoj su njegovi vojnici odigrali ključnu ulogu, Custer je bio prisutan na predaji generala Roberta E. Leeja. 
Nakon građanskog rata bio je poslan boriti se u indijanskim ratovima te je bio promaknut u čin potpukovnika. Katastrofalan ishod njegove konačne bitke zasjenio je sve njegove dosadašnje uspjehe. Custer i svi njegovi ljudi poginuli su 1876. u bitci na Little Bighornu boreći se protiv ujedinjenih indijanskih plemena Siusima, Arapaha i Šajena pod vodstvom poglavice Bika Koji Sjedi.